# Aley Green
Aley Green es una aldea situada en Bedfordshire (Inglaterra), dentro de la parroquia civil de Caddington. El cementerio y el extremo sur de Mancroft Road se encuentran en la parroquia de Slip End, aunque se consideran parte de Aley Green.
A lo largo de su historia, Aley Green ha estado asentada en la frontera de Bedfordshire y Hertfordshire; los cambios fronterizos que se llevaron a cabo en 1965, situaron a la aldea en el condado de Bedfordshire.